# 江淮水災
江淮水災，指發生於長江中下游及淮河流域的水災。
在近代史上，淮河大水年為1916、1921、1931、1954、1956、1963、1975、1982、1991、1996和1998年；其中约三分之一是亦是长江大水年，即1931、1954、1996和1998年。水利學多稱為江淮大水，史學多稱江淮水災。
江淮水災多發生於6－9月的夏季，水利學者總結江淮大水現像，發現其直接成因為地热涡活跃，在大水之前的半年的冬春之交，在滇西、緬北、藏東南、印度東北一帶常有大地震發生，惟大地震不是必要條件。

## 長江、淮水水災列表
- 1742年江淮水災（乾隆七年）[3][4]
- 1870年长江洪水，1952年长江水利委员会调查后，被认为是1153年至20世纪末最严重的长江洪水。
- 1916年淮河水災
- 1921年江淮大水
- 1931年江淮水災：民國時期最嚴重水災，高郵湖決堤，駐華西方記者留下諸多照片史料。
- 1935年长江洪水
- 1954年長江洪水
- 1969年长江洪水
- 1975年淮河大水，又稱河南“75·8”水库溃坝，2005年该事件被美国《探索频道》评为世界历史上最重大的人为技术灾难第一名[5][6]。
- 1991年江淮大水，因為受太陽質子爆发所影響而聞名。[7]
- 1998年長江大水，又稱九八抗洪。
- 2011年中國南方水災
- 2016年中国南方水灾
- 2020年中国南方水灾：2020年长江第一号洪水、2020年长江第二号洪水、2020年长江第三号洪水、2020年长江第四号洪水、2020年长江第五号洪水

## 关联条目
- 中国水灾史
- 中國南方水災列表
- 中国自然灾害
- 1958年黄河洪水